# 鹿撃ち帽

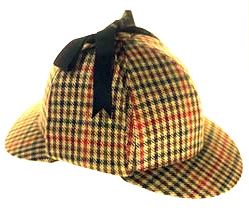
鹿撃ち帽。

鹿撃ち帽（しかうちぼう、英: deerstalker hat）とは、英国での狩猟の際に被られる男性用帽子の一種。
1860年代から登場し始めた狩猟帽の一種で、イングランドでの鹿撃ち の際にディアストーカー（鹿を追いたてる勢子）が被ったもの。
一見縁がないためキャップに見えるが、前後のブリム（庇）はひとつながりのものと見なされているため、分類上はハットである。

## 概要
狩猟用の帽子として、ツイードなどの目の細かい頑丈な毛織物で仕立てられる。
クラウン（山）は低く12 - 13センチメートル程度、前後に6センチメートル前後のブリム（庇）があり、左右にイヤーフラップ（耳当て）が付くという独特の形をしている。
耳当ては普段、頭頂部でリボンで留められている。
後ろに庇がある独特のデザインは、木の枝などで首を傷つけるのを予防するためのもの。
アーサー・コナン・ドイルの推理小説に登場するシャーロック・ホームズが被っていたことから、名探偵のアイコンとしても知られている。

## 別名
アーサー・コナン・ドイルの推理小説の登場人物シャーロック・ホームズの名をとってシャーロックハットと呼ばれることがある。
作中ではホームズが鹿撃ち帽をかぶっていたと明記されたことはなく、鹿撃ち帽をかぶるホームズは1891年の「ボスコム渓谷の惨劇」でシドニー・パジェットが描いた挿絵によるイメージと考えられている。1892年の「白銀号事件」で本文中に列車に乗って郊外に調査に出かけるホームズが被る「ear-flapped travelling cap（耳当て付き旅行帽）」という回りくどい表現が登場するが、挿絵ではやはり鹿撃ち帽として描かれている。
本来は狩猟用の帽子であるため、ビクトリア朝時代において都市で被ることはほとんどない。

## ギャラリー

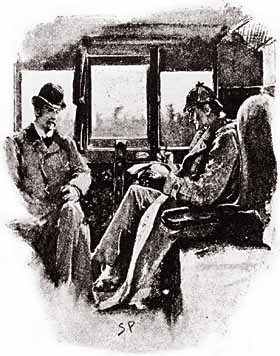
ストランド・マガジンに掲載されたボスコム渓谷の惨劇の挿絵。ホームズが鹿撃ち帽を被っている。
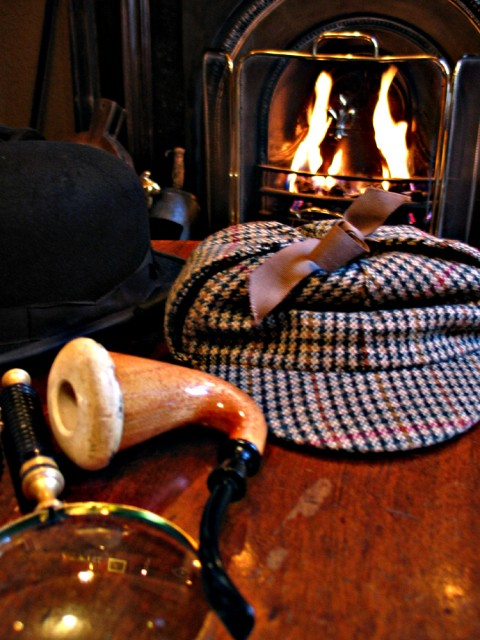
鹿撃ち帽、パイプ、虫眼鏡はシャーロック・ホームズや探偵を連想させるアイコンとなっている。
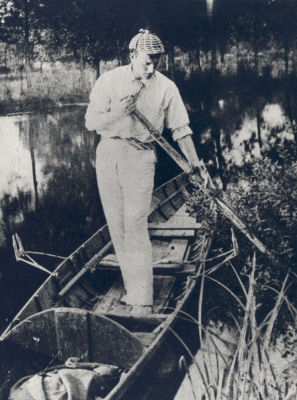
鹿撃ち帽を被ったシドニー・パジェット
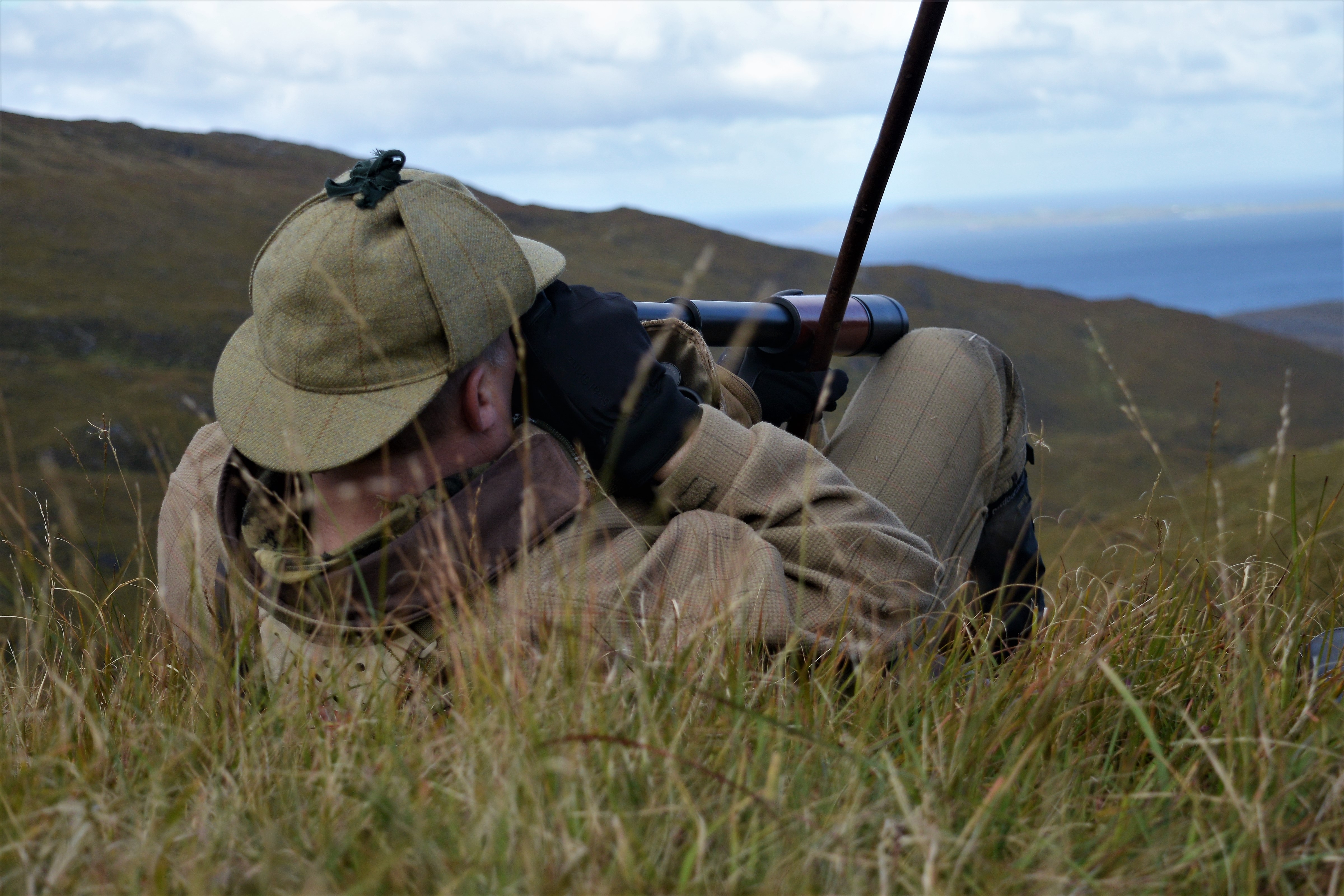
鹿撃ち帽を被った狩猟者。
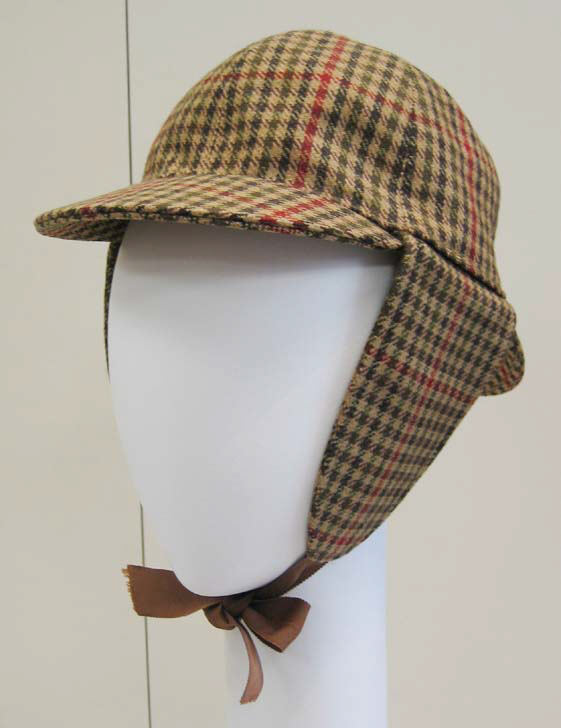
耳当てを下ろした状態。